# Джоел Розенберг
Джоел Розенберг (на английски: Joel Rosenberg) е американско-канадски писател, автор на произведения в жанровете научна фантастика, трилър и фентъзи.

## Биография и творчество
Роден е на 1 май 1954 г. в Уинипег, Манитоба, Канада, в еврейското семейство на лекаря Мервин Розенберг и домакинята Ирене Ямрон. Израства в Нортууд, Северна Дакота, а после се премества със семейството си в Кънектикът. През 1976 г. завършва социология в Университета на Кънектикът. След дипломирането си работи различни временни работи.
На 23 октомври 1978 г. се жени за Фелиция Гейл Херман. Имат 2 дъщери – Джуди и Рейчъл.
Първият му разказ „Like the Gentle Rains“ е публикуван през 1982 г. Първият му роман „The Sleeping Dragon“ (Спящият дракон) от поредицата „Пазителите на пламъка“ е публикуван през 1983 г.
Член е на Асоциацията на писателите на научна фантастика на Америка.
След опит за взлом, той се заинтересува от правата на оръжията и става лицензиран инструктор в Минеаполис. Пише книга за правата за носене на оръжията в Минесота и Мисури.
Джоел Розенберг е диабетик и умира след респираторна депресия на 2 юни 2011 г. в Минеаполис, Минесота.

## Произведения

### Серия „Пазителите на пламъка“ (Guardians of the Flame)
1. The Sleeping Dragon (1983)
2. The Sword and the Chain (1984)
3. The Silver Crown (1985)
4. The Heir Apparent (1987)
5. The Warrior Lives (1988)
6. The Road to Ehvenor (1991)
7. The Road Home (1995)
8. Not Exactly the Three Musketeers (1999)
9. Not Quite Scaramouche (2000)
10. Not Really the Prisoner of Zenda (2003)

### Серия „Корпусът“ (Metsada Mercenary Corps)
1. Ties of Blood and Silver (1984)
2. Emile and the Dutchman (1986)
3. Not for Glory (1988)
4. Hero (1990)

### Серия „Д'Шай“ (D'Shai)
1. D'Shai (1991)
2. Hour of the Octopus (1994)

### Серия „Пазители на скритите проходи“ (Keepers of the Hidden Ways)
1. The Fire Duke (1995)
Огненият херцог, изд.: ИК „Калпазанов“, София (2003), прев. Цветана Генчева
2. The Silver Stone (1996)
Сребърният камък, изд.: ИК „Калпазанов“, София (2003), прев. Цветана Генчева
3. The Crimson Sky (1998)
Пурпурно небе, изд.: ИК „Калпазанов“, София (2003), прев. Цветана Генчева

### Серия „Спарки Хемингуей“ (Sparky Hemingway)
1. Home Front (2003)
2. Family Matters (2004)

### Серия „Паладини“ (Paladins)
1. Paladins (2004)
2. Knight Moves (2006)

### Участие в общи серии с други писатели

#### Серия „Легенди за Войната на разлома“ (Legends of the Riftwar)
2. Murder in LaMut (2002)
Убийство в Ламът, изд.: ИК „Бард“, София (2006), прев. Валерий Русинов
от серията има още 2 романа от Реймънд Фийст

### Документалистика
- Everything You Need to Know About (Legally) Carrying a Handgun in Minnesota (2003)